# Borišovský vodopád
Borišovský vodopád je destrukční, subsekvenční vodopád, který se nachází v Belianské dolině ve Velké Fatře. Padá z výšky 3,61 metru v nadmořské výšce 710 m n. m.. Podloží vodopádu tvoří vápenec. 